# Brug 1976
Brug 1976 is een bouwkundig kunstwerk in Amsterdam-Zuidoost.
De brug is gelegen in de Burgemeester Stramanweg en ligt net op grondgebied van de gemeente Amsterdam. Ze overspant een voetgangersgebiedje en afwateringstocht ten oosten van de Johan Cruijff ArenA. De Burgemeester Stramanweg loopt onder de Johan Cruijff Arena door en heeft daar ook aan- en afvoerroutes naar het transferium, dat onderdeel uitmaakt van het voetbalstadion. Vanwege die constructie heeft het kunstwerk van bovenaf gezien de vorm van een trechter of trapezium. De brug is ontworpen door Quist Wintermans Architekten, een architectenbureau ook dat verantwoordelijk was voor de tegenhanger van deze brug aan de westkant van het station: Brug 1975. De handtekening van het architectenbureau is terug te vinden in de kleurstelling grijs en rood in de horizontale jukken. Ook de afgeronde boogconstructie van de schuinstaande middenpijlers wijzen naar Quist Wintermans; zij geven de indruk dat er deels sprake is van een cantileverbrug (eenzijdige ophanging).
Direct ten oosten aansluitend aan de brug loopt de Burgemeester Stramanweg onder een stelsel van spoor en metro viaducten door die op een dijklichaam rijden met in totaal acht sporen, zes treinsporen met twee metrosporen in het midden.

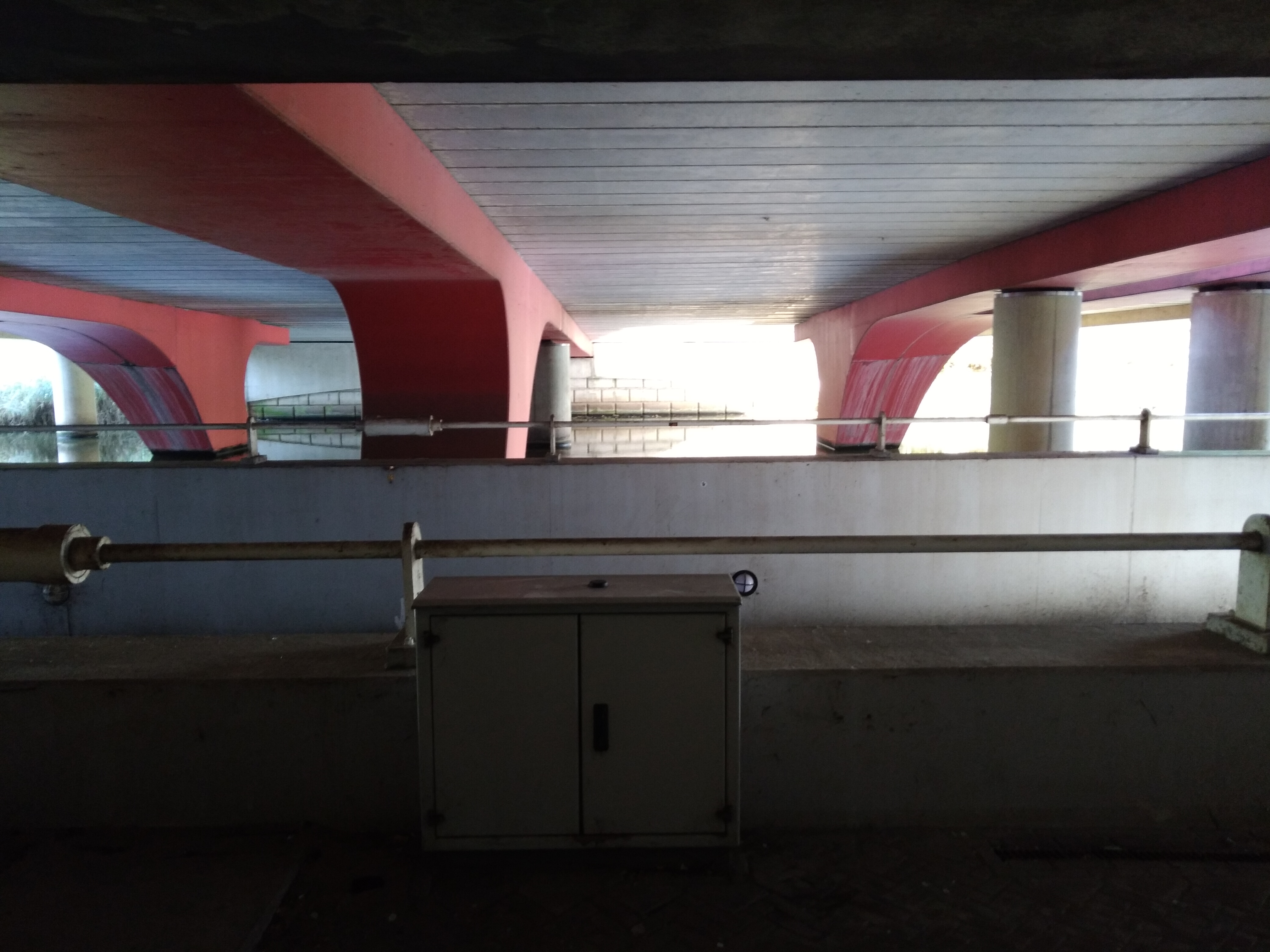
Pijlers die overgaan in jukken (november 2020)

<<< · 1900 · 1901 · 1902 · 1904 · 1906 · 1907 · 1908 · 1909 · 1910 · 1911 · 1913 · 1914 · 1915 · 1916 · 1917 · 1919 · 1920 · 1922 · 1923 · 1925 · 1927 · 1929 · 1930 · 1931 · 1932 · 1933 · 1935 · 1936 · 1937 · 1938 · 1939 · 1940 · 1941 · 1942 · 1944 · 1945 · 1946 · 1947 · 1948 · 1949 · 1950 · 1951 · 1952 · 1953 · 1954 · 1955 · 1956 · 1957 · 1958 · 1959 · 1960 · 1961 · 1962 · 1963 · 1964 · 1965 · 1966 · 1967 · 1968 · 1969 · 1970 · 1971 · 1972 · 1973 · 1974 · 1975 · 1976 · 1977 · 1978 · 1979 · 1980 · 1981 · 1982 · 1983 · 1984 · 1985 · 1986 · 1987 · 1988 · 1989 · 1990 · 1991 · 1992 · 1993 · 1994 · 1995 · 1996 · 1997 · 1998 · 1999 · >>>
Brugnummers 1903, 1905, 1912, 1918, 1921, 1924, 1926, 1928, 1934, 1943 zijn niet (meer) in gebruik (januari 2021)